# Jõepera (Antsla)
Jõepera (Võro: Iiperä) is een plaats in de Estlandse gemeente Antsla, provincie Võrumaa. De plaats heeft de status van dorp (Estisch: küla).
De plaats ligt aan de rivier Mustjõgi (Koiva).

## Bevolking
Het dorp had 35 inwoners op 31 december 2011 en 29 inwoners op 31 december 2021.

## Geschiedenis
Jõepera werd voor het eerst genoemd in 1419 onder de naam Jegenpere. Het dorp behoorde tot het landgoed van Vana-Antsla.